# Оранжевокрила амазона
Оранжевокрилата амазона (Amazona amazonica) е вид птица от семейство Папагалови (Psittacidae).

## Разпространение и местообитание
Разпространен е в Боливия, Бразилия, Венецуела, Гвиана, Еквадор, Колумбия, Перу, Суринам, Тринидад и Тобаго и Френска Гвиана.